# Zomato
A Zomato é um serviço de busca de restaurantes para quem quer sair para jantar, buscar comida ou pedir em casa na Índia, Brasil, Portugal, Turquia, Indonésia, Nova Zelândia, Itália, Filipinas, África do Sul, Sri Lanka, Catar, Emirados Árabes Unidos, Reino Unido, Estados Unidos, Austrália e Canadá. O site estava posicionado no ranking Alexa como 99 na Índia e 595 no mundo em Outubro de 2015.

## História
O website Foodiebay.com foi lançado por Deepinder Goyal, pós-graduado no Indian Institute of Technology Delhi (IIT Delhi). O caminho da Zomato de hoje começou em 2008 quando ele trabalhava na Bain & Company, empresa de consultoria, e percebeu que poderia ajudar seus colegas a lidarem com todos os cardápios de entrega acumulados no escritório os colocando na internet. Seus calouros na faculdade, Pankaj Chaddad e Gunjan Patidar (hoje COO e CTO da Zomato), uniram-se a ele, construindo juntos o banco de dados. O Foodiebay começou a operar oficialmente em Julho de 2008 com uma lista de 1.200 restaurantes na região metropolitana de Delhi. No final de 2008, a lista havia crescido para 2.000 restaurantes. Nos próximos 6 meses, Kolkata e Mumbai foram inclusos no website.
Em 2010, o Foodiebay.com foi citado pela SmartTechie Magazine como uma das 25 empresas da internet mais promissoras na Índia. Em Junho de 2010, o website atingiu o break even e expandiu seus serviços para Bangalore e Pune. Neste momento, a Info Edge, controladora do grupo Naukri.com investiu US$ 1 milhão no negócio.
Em Novembro de 2010, o Foodiebay.com foi renomeado como Zomato.com. A marca foi alterada visando a ampliação de estrutura de negócios do site e, também, para evitar um possível conflito com o eBay, por Foodiebay conter a palavra 'ebay'.
Em 2011 a Zomato lançou as cidade de Chennai, Hyderabad, Ahmadabad, e o aplicativo nas versões iOS, Android, Windows Phone e Blackberry. Em Maio de 2012, foi lançado, em parceria com o Citibank, a versão impressa do conteúdo do website, chamado "Citibank Zomato Restaurant Guide". Durante o lançamento, os guias foram disponibilizados para Delhi, Mumbai, Bangalore e Pune. Como a impressa relatou, a Zomato recebeu 2,5 milhões de visitantes no website em Março de 2012.
Em Setembro de 2012, a Zomato iniciou seus serviços na primeira cidade internacional, Dubai, nos Emirados Árabes Unidos, seguida de uma rápida expansão para Sri Lanka, Catar, Reino Unido, Filipinas, África do Sul, Nova Zelândia, Brasil, Turquia e Indonésia.
Em Abril de 2014 entrou em Portugal, onde já é a plataforma de referência de locais para comer e beber na Grande Lisboa, com mais de 12,000 restaurantes listados numa área que também abrange a Ericeira e Torres Vedras. Nesse ano, também comprou os guias Lunchtime.cz (República Checa), Obedovat.sk (Eslováquia), Gastronauci (Polónia) e Cibando (Itália).
Em Janeiro de 2015 a Zomato juntou à sua enorme base de dados o portal Urbanspoon, com base em Seattle, numa compra que rondou os US$ 60 milhões, e que marcou a entrada no mercado americano, canadense e australiano, competindo directamente com a Yelp, Zagat e a Open Table. Reforçou o mercado na Turquia comprando a empresa Mekanist, aumentando a cobertura em 27,500 restaurantes em Istanbul e Ankara, num total de 50,000 restaurantes na Turquia.

## Investimentos
A Zomato, na época conhecida como Foodiebay,  recebeu seu primeiro aporte de capital de US$ 1 milhão da Info Edge em Agosto de 2010. Na segunda rodada de investimentos, em Setembro de 2011, recebeu US$ 3,5 milhões do mesmo investidor. No ano seguinte, a Zomato recebeu um terceiro aporte de mais US$ 2,5 milhões, seguidos da quarta rodada de US$ 10 milhões no começo de 2013, somando 57,9% de participação para a Info Edge.
Em Novembro de 2013, a Zomato levantou US$ 37 milhões em sua quinta rodada com a [[Sequoia Capital] e a Info Edge, agora com 50,1% de participação. O total dos investimentos recebidos pela Zomato acumulava US$ 53,5 milhões em Novembro de 2013.

## Cobertura
Zomato cobre 185.000 restaurantes em 38 cidades em 12 países.
 Índia
- Ahmedabad
- Bangalore
- Chandigarh
- Chennai
- Delhi NCR
- Guwahati
- Hyderabad
- Indore
- Jaipur
- Kolkata
- Ludhiana
- Lucknow
- Mumbai
- Pune

 Brasil
- São Paulo

 Turquia
- Ankara
- Istanbul

 Indonésia
- Jakarta

 Nova Zelândia
- Auckland
- Wellington

 Filipinas
- Metro Manila

 Catar
- Doha

 África do Sul
- Cidade do Cabo
- Joanesburgo
- Pretória
- Durban

 Sri Lanka
- Colombo

 Emirados Árabes Unidos
- Abu Dhabi
- Dubai
- Sharjah

 Reino Unido
- Birmingham
- Londres
- Manchester
- Glasgow
- Edimburgo

 Portugal
- Lisboa
- Porto
- Algarve